# 陳代仁
陳代仁，五代十国南汉连州卢乡泷口人。
年轻时贫穷，家中有老人，他进山打柴，换钱买酒肉养亲。一天，在养父岭打柴，见到两个道士对弈，他看了很久。道士给了他一颗桃吃，又给他一个盒子，让他修习其中的道术。他回去日夜学习，后来学会占卜，在市中卜卦，解决全家生计。他在山上建一坛，山下建一祠，各置一钟，两钟可共鸣。后来陳代仁隐居于白鹤山。